# Ferruccio Busoni
Ferruccio Busoni (ur. 1 kwietnia 1866 w Empoli, zm. 27 lipca 1924 w Berlinie) – włoski kompozytor, pianista, dyrygent i pedagog.

## Życiorys
Urodził się w Empoli w Toskanii jako Dante Michelangelo Benvenuto Ferruccio Busoni, jako jedynak. Jego rodzice byli profesjonalnymi muzykami: matka (Włoszka) – pianistką, ojciec – klarnecistą. W czasie jego dzieciństwa często podróżowali.
Busoni zadebiutował w wieku siedmiu lat jako pianista, występując ze swymi rodzicami. Parę lat później grał niektóre własne kompozycje w Wiedniu, gdzie spotkał i usłyszał muzykę Franza Liszta, Johannesa Brahmsa i Antona Rubinsteina.
Busoni przez krótki czas uczył się w Grazu pod kierunkiem Wilhelma Mayera. Mayerowi pomagał Wilhelm Kienzl, który umożliwił 12-letniemu Busoniemu dyrygowanie swej własnej kompozycji Stabat Mater. W roku 1888 w Helsinkach, poznał swą przyszłą żonę – Gerdę Sjöstrand, córkę szwedzkiego rzeźbiarza Carla Eneasa Sjöstranda – i nawiązał przyjaźń życia z Sibeliusem. W roku 1890 w Konkursie Antona Rubinsteina zdobył I nagrodę za Konzertstück na fortepian i orkiestrę, Op. 31a. W roku 1890 był nauczycielem w Moskwie. Od 1891 do 1894 podróżował po USA jako pianista-wirtuoz.
W roku 1894 zamieszkał w Berlinie, dając tam serię koncertów zarówno jako pianista, jak i kompozytor. Promował głównie muzykę współczesną. Kontynuował także nauczanie w Weimarze, Wiedniu i Bazylei, jego uczniem był Egon Petri. Styl jego pianistyki i filozofia muzyki wpłynęły m.in. na Claudia Arrau.
W roku 1907 opublikował Zarys nowej estetyki muzyki, przepowiadając muzykę przyszłości, w której możliwe będą podziały oktawy inne niż na tradycyjne 12 półtonów, a także wykorzystanie instrumentów elektrycznych. Jego filozofia głosząca, że "Muzyka urodziła się wolna; i wygrać tę wolność to jej przeznaczenie", mocno wpłynęła na jego uczniów Luigiego Russola, Percy Graingera oraz Edgara Varèse’a, z których wszyscy odegrali zauważalne role w muzyce XX wieku.
W 1913 otrzymał francuski krzyż kawalerski Orderu Legii Honorowej.
W tym samym roku Busoni na krótko objął kierownictwo konserwatorium w Bolonii. Podczas I wojny światowej mieszkał najpierw w USA, a później w Zurychu. Odmawiał występowania w krajach biorących udział w wojnie. W 1920 roku wrócił do Berlina, gdzie prowadził zajęcia z kompozycji. Miał kilku uczniów, którzy później zdobyli sławę, między innymi Kurta Weilla, Edgara Varèse’a i Stefana Wolpego.
W 1921 został odznaczony krzyżem komandorskim Orderu Korony Włoch.
Busoni zmarł w Berlinie na chorobę nerek. Został pochowany w Städtischer Friedhof III, Berlin-Schöneberg, Stubenrauchstraße 43-45. Zachowało się kilka rejestracji fonograficznych oraz pianolowych jego wykonań. Kompozycje Busoniego były zapomniane przez wiele lat po jego śmierci, został zapamiętany raczej jako wielki wirtuoz i autor fortepianowych aranżacji muzyki Bacha. W latach 80. XX wieku nastąpił pewien renesans zainteresowania jego kompozycjami.